# Georg Åhlstad
Georg Rafael Cyprianus Åhlstad, född 26 september 1899 i Hallsberg, död 21 augusti 1966 i Bålsta, var en svensk folkskollärare och kantor.
Åhlstad verkade i Iggesund och i Kalmar kyrka i Uppland. Han skrev dikter och sångtexter och är främst känd för texten till Röda stugor tåga vi förbi med vilken han tävlade i ett upprop om nya sånger till allsången på Sollidenscenen på Skansen.